# Сухая Ветошь (Демянский район)
Сухая Ветошь — деревня в Песоцком сельском поселении Демянского района Новгородской области.

## География
Расположена на северо-востоке района, у границы с Валдайским районом, в 22 км к северо-востоку от центра сельского поселения — деревни Пески.

## История
До весны 2010 года деревня входила в состав ныне упразднённого Филиппогорского сельского поселения Демянского района.

## Население
| 2010 |
| ---- |
| 14   |